# Priesterbruderschaft St. Pius V.
Die Priesterbruderschaft St. Pius V. (lateinisch Societas Sacerdotalis Sancti Pii V, Kürzel SSPV) ist eine 1983 gegründete Gesellschaft von traditionalistischen katholischen Priestern mit Sitz in Oyster Bay Cove im US-Bundesstaat New York. Diese trennten sich von der Priesterbruderschaft St. Pius X., weil sie deren Haltung in liturgischen Fragen nicht teilten und zu der Auffassung gelangten, viele in der Hierarchie der römisch-katholischen Kirche stünden nicht mehr zum katholischen Glauben, sondern würden sich zu einem neuen, modernistischen und konziliaren Glauben bekennen. Die Priesterbruderschaft  bestreitet die Legitimität der gegenwärtigen Hierarchie der Kirche und ist der Auffassung, dass der Heilige Stuhl unbesetzt sei, also eine Sedisvakanz herrsche. Leiter der Priesterbruderschaft war bis zu seinem Tod im Dezember 2023 Bischof Clarence Kelly.

## Gründung
Die Priesterbruderschaft, die sich nach dem Papst Pius V. benannte, entstand aus der von Erzbischof Marcel Lefebvre gegründeten Priesterbruderschaft St. Pius X. Im Jahr 1983 schloss Lefebvre vier Priester, Clarence Kelly, Daniel Dolan, Anthony Cekada und Eugene Berry, die alle im amerikanischen Distrikt tätig waren, aus der Piusbruderschaft aus. Sie waren teilweise der Ansicht, dass die Heilige Messe nicht nach der 1962er Ausgabe des Missale Romanum von Johannes XXIII. gefeiert werden dürfe. Ferner waren Fragen von Ehenichtigkeitsverfahren sowie die Aufnahmen neuer Mitglieder strittig. Diese Priester verlangten bei der Aufnahme von Priestern in die Bruderschaft eine nachträgliche Weihe sub conditione, weil ihrer Ansicht nach die Gültigkeit des Weihesakramentes im neuen Ritus fraglich ist.
Die vier ausgeschlossenen Priester und fünf weitere wandten sich gegen die Verwendung des Missales von 1962. Ein weiterer wesentlicher Grund war die Frage, ob die Päpste seit dem Tod Papst Pius XII. legitime Päpste seien. Clarence Kelly, der ehemalige Obere des nordamerikanischen Distrikts der Piusbruderschaft, wurde Leiter der Bruderschaft. Die acht Priester waren Thomas Zapp, Donald J. Sanborn, Anthony Cekada, Daniel Dolan, William Jenkins, Eugene Berry, Joseph Collins und Martin Skierka. In der Folgezeit traten der Bruderschaft weitere Priester bei.

## Abspaltungen
Innerhalb weniger Jahre trennten sich die Hälfte der ursprünglich neun Priester wieder von der Bruderschaft. Die meisten von ihnen bildeten eine Gruppe, die sich Catholic Restauration nannte, darunter Dolan und Sanborn, die später als Bischöfe in der bischöflichen Linie des exkommunizierten vietnamesischen Erzbischofs Pierre Martin Ngô Đình Thục geweiht wurden. Die Priester gründeten unabhängige Messzentren.

## Bischofsweihen
Am 19. Oktober 1993 weihte der 86-jährige Bischof Alfredo Méndez-Gonzalez, der bis zu seiner Emeritierung im Jahr 1974 als Bischof von Arecibo fungiert hatte, Clarence Kelly zum Bischof. Dies wurde erst einige Tage nach dem Tod von Bischof Méndez im Jahr 1995 bekanntgegeben. Bischof Mendez hatte bereits 1990 öffentlich zwei Seminaristen der SSPV zu Priestern geweiht. Am 28. Februar 2007 weihte Kelly den Priester Joseph Santay zum Bischof.

## Lage in den 2000er und Anfang der 2010er Jahre
Die Priesterbruderschaft hat derzeit fünf ständige Priorate sowie ein Netz von Kapellen und Kirchen in verschiedenen Teilen der Vereinigten Staaten und Kanadas. Zur SSPV gehört eine Kongregation von Schwestern, die Daughters Of Mary, die 1984 von Kelly gegründet wurde. Das Mutterhaus und das Noviziat liegen in Catskill im Bundesstaat New York, daneben hat die Kongregation zwei weitere Häuser in den Vereinigten Staaten. Die derzeitige Generaloberin ist Mutter Maria Bosco. Die Schwestern betreiben mit Ausnahme des Mutterhauses Schulen und arbeiten auch in anderen Bereichen, wie Pflegeheimen.
Die Bruderschaft betreibt ein Priesterseminar, das sich in Catskill befindet und von Bischof Joseph Santay geleitet wird. Die Seminaristen werden von den Bischöfen Kelly oder Santay geweiht. Sie werden Mitglied der Kongregation St. Pius V. (CSPV). Vier Seminaristen wurden in den letzten drei Jahren zu Priestern geweiht, ein weiterer am 3. September 2008, womit sich die Gesamtzahl der Priester in der CSPV auf sechs erhöht hat.
Gemeinsam mit den Daughters of Mary betreiben die Priester der Bruderschaft das WFTS Traditional Catholic Radio. Über dieses verbreiten sie religiöse Audiobeiträge, insbesondere Predigten.